# Henryków (województwo lubuskie)
Henryków (niem. Sprottischdorf) – wieś w Polsce położona w województwie lubuskim, w powiecie żagańskim, w gminie Szprotawa.
W latach 1954–1972 wieś należała i była siedzibą władz gromady Henryków. W latach 1975–1998 miejscowość administracyjnie należała do województwa zielonogórskiego.
Na północnej rubieży wsi rośnie historyczny pomnik przyrody Dąb Blaszak (Blaszany), mierzący w obwodzie 735 cm (2020), a w jego pobliżu Dąb Henryk mierzący w obwodzie 635 cm (2020). 

## Zabytki
Do wojewódzkiego rejestru zabytków wpisane są:
- zespół pałacowy, z XVIII wieku, z połowy XIX wieku: 
  - pałac
  - dwie oficyny
  - park
  - folwark.

W miejscowości znajdują się kamienne drogowskazy, datowane na XIX wiek, w 2019 zinwentaryzowane przez Lubuskiego Wojewódzkiego Konserwatora Zabytków, stanowiące obiekty Szprotawskiego Parku Kamiennych Drogowskazów.